# The Last Word (film, 2008)
Pour les articles homonymes, voir The Last Word.
The Last Word est un film américain réalisé par Geoffrey Haley, sorti en 2008.

## Synopsis
Evan est un poète étrange et solitaire qui gagne sa vie en rédigeant des notes de suicide pour les autres. Lors de l'enterrement de son dernier client, il rencontre Charlotte, la sœur de celui-ci. Charlotte est attirée par Evan, qui entame une relation avec elle mais se trouve obligé de mentir au sujet de sa véritable relation avec son frère. Evan travaille par ailleurs avec un nouveau client, Abel, compositeur de musique d'attente au téléphone dépressif et sarcastique avec qui il se lie d'amitié.

## Fiche technique
- Titre : The Last Word
- Réalisation : Geoffrey Haley
- Scénario : Geoffrey Haley
- Photographie : Kees Van Oostrum
- Montage : Fabienne Rawley
- Musique : John Swihart
- Décors : Erin Smith
- Costumes : Bonnie Stauch
- Production : David Hillary, Alexandra Milchan, Timothy Wayne Peternel, Bonnie Timmermann et Jack Utsick
- Sociétés de production : Deviant Films et Dreamz
- Pays d'origine :  États-Unis
- Langue originale : anglais
- Format : Couleurs - 2,35:1 - Dolby Digital - 35 mm
- Genre : Comédie dramatique et romance
- Durée : 90 minutes
- Dates de sortie : 
  -  États-Unis : 19 janvier 2008 (Festival du film de Sundance)

## Distribution
- Wes Bentley : Evan Merck
- Winona Ryder : Charlotte Morris
- Ray Romano : Abel
- Gina Hecht : Hilde Morris
- A. J. Trauth : Greg
- Katherine Boecher : Clara
- Brendan Miller : Brent
- Kurt Caceres : Sammy
- John Billingsley : Brady
- Allan Rich : Francis

## Accueil
Le film a été présenté au festival du film de Sundance en janvier 2008 mais n'a pas été distribué au cinéma et est sorti directement en vidéo l'année suivante.
Il a reçu un accueil critique mitigé, recueillant 40 % d'avis positifs, avec une note moyenne de 4,5/10 et sur la base de 5 critiques collectées, sur le site Rotten Tomatoes.